# كرم دميرباي
كرم دميرباي (بالألمانية: Kerem Demirbay)‏ (مواليد 3 يوليو 1993) هو لاعب كرة قدم. يلعب مع منتخب ألمانيا لكرة القدم. سبق له أن لعب في كأس القارات 2017 مع منتخب بلاده.

## مسيرته الكروية
لعب كرم دميرباي خلال مسيرته الاحترافية مع 7 أندية في عشرة مواسم وسجل خلالها 30 هدف ضمن 181 مباراة. ولم يفز بأي موسم بالكأس أو بالدوري.
خاض كرم دميرباي مسيرته مع نادي بوروسيا دورتموند ب في موسم 2012–13 لمدة موسم واحد، مشاركًا في 28 مباراة سجل خلالها هدفين. ثم انتقل إلى نادي هامبورغ في موسم 2013–14 لمدة موسم واحد، حيث شارك في 3 مباريات ولم يسجل أي هدف. لينتقل بعدها إلى نادي كايزرسلاوترن في موسم 2014–15 لمدة موسم واحد، مشاركًا في 22 مباراة سجل خلالها هدفًا واحدًا. ثم انتقل إلى نادي فورتونا دوسلدورف في موسم 2015–16 لمدة موسم واحد، مشاركًا في 25 مباراة سجل خلالها 10 أهداف. هذا وانتقل لاحقًا إلى نادي هوفنهايم في موسم 2016–17 واستمر معه طيلة ثلاثة مواسم، مشاركًا في 72 مباراة سجل خلالها 12 هدفًا. ثم انتقل بعدها إلى نادي باير 04 ليفركوزن في موسم 2019–20 لمدة موسم واحد، مشاركًا في 25 مباراة سجل خلالها هدفًا واحدًا.

## روابط خارجية
- كرم دميرباي على موقع الاتحاد الأوربي (الإنجليزية)
- كرم دميرباي على موقع اتحاد تركيا (لاعب) (الإنجليزية)
- كرم دميرباي على موقع قاعدة بيانات كرة القدم.إي يو (الإنجليزية)
- كرم دميرباي على موقع بيانات كرة القدم. دي إي (الألمانية)
- كرم دميرباي على موقع ناشيونال فوتبول تيمز (الإنجليزية)
- كرم دميرباي على موقع Soccerway.com (الإنجليزية)
- كرم دميرباي على موقع عالم كرة القدم.نت (الإنجليزية)
- كرم دميرباي على موقع كووورة
- كرم دميرباي على موقع AS.com (الإسبانية)